# Arroio Pelotas

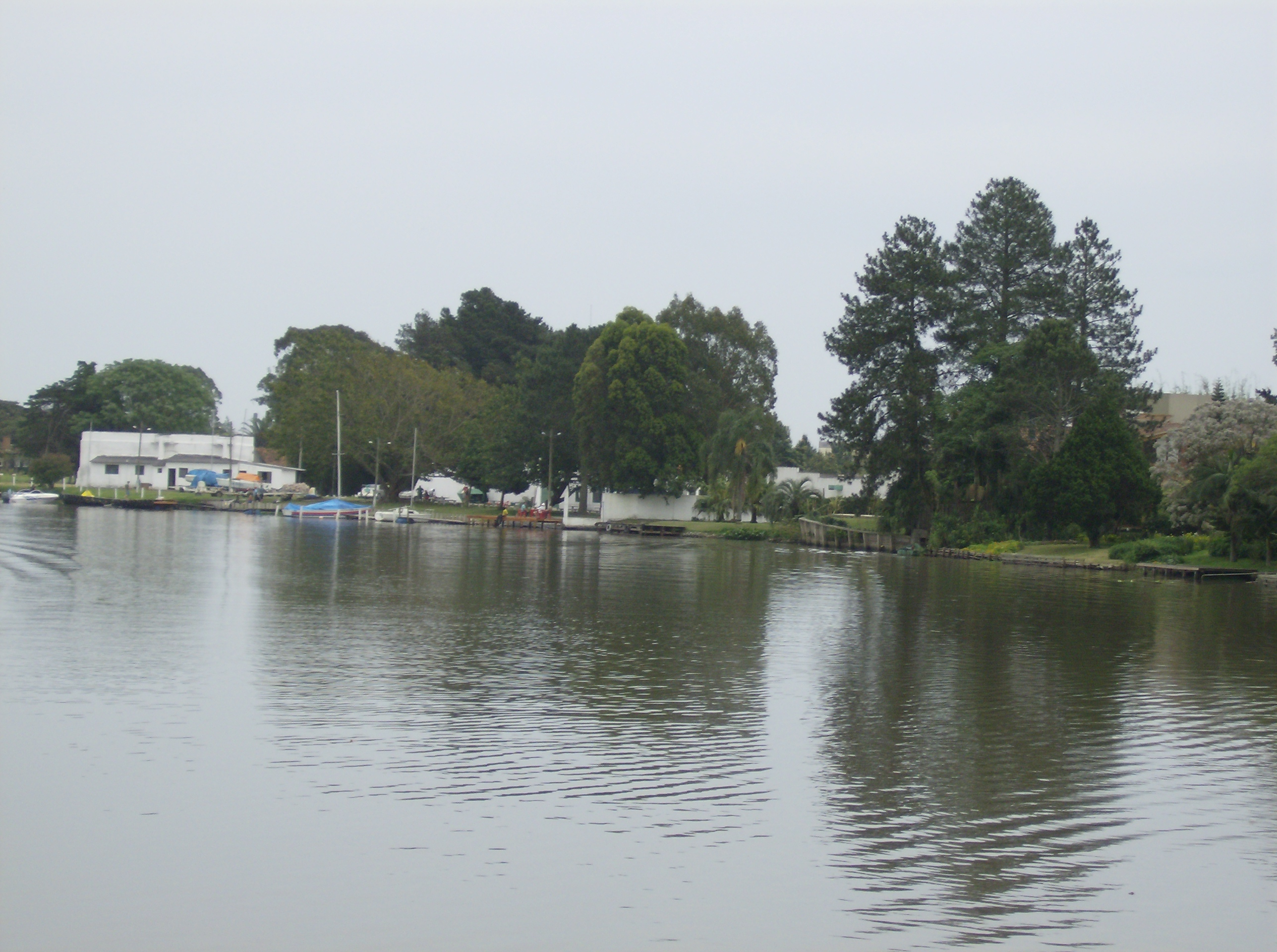
L'Arroio Pelotas à Pelotas.

Pour les articles homonymes, voir Pelotas (homonymie).
L'Arroio Pelotas est un cours d'eau du Brésil qui draine la municipalité de Pelotas, ville de l'État du Rio Grande do Sul.
Il naît de la rencontre de deux autres ruisseaux, l'Arroio das Caneleiras et l'Arroio do Quilombo. Il se jette dans le Canal São Gonçalo qui relie la Lagoa dos Patos à la Lagoa Mirim, au lieu-dit saco do Laranjal.